# 橋幸夫・吉永小百合 夢のコンビ
「橋幸夫・吉永小百合 夢のコンビ」（はしゆきお・よしながさゆり ゆめのコンビ）は、1963年12月に発売された橋幸夫のミュージックブック(MBK3083)である。

## 制作経過と概要
- 1962年9月20日に発売された橋幸夫と吉永小百合のデュエット曲「いつでも夢を」(日本ビクター,VS-807)はその年30万枚以上を売上げる大ヒットとなり、第4回日本レコード大賞を受賞した。(現在までの売り上げ累計は250万枚)
- 橋や吉永を担当したビクターの女性ディレクター武田京子の企画で実現したデュエットで、当時「夢のコンビ」と言われ[1]、第2作目「若い東京の屋根の下」が制作された。また、この企画の一環として本ミュージックブックも制作された。
- 武田は、橋が恩師の遠藤実に連れられビクターのオーディションを受けたと時の担当で、後には「子連れ狼」の企画制作にも関わった人物である。コロムビア専属の作曲家・遠藤実は、変装して愛弟子橋幸夫を連れてライバル会社であったビクターのオーディションに行ったが、武田に「コロムビアの遠藤先生ですね」とすぐに見破られたと著書の中で明かしている[2]。ビクターのディレクターの中でも特に橋とは縁が深く、当ミュージックブックでも署名入りで「夢のコンビ誕生まで」を執筆している。

## 内容
掲載記事
1. 折込みグラビア　遊園地で弁当をひろげる橋幸夫と吉永小百合
2. 折込みグラビア（裏面） 幸ちゃん小百合ちゃんアルバム集
3. 内表紙　橋幸夫・吉永小百合デュエット歌唱風景
4. 夢のコンビ誕生まで　武田京子
5. 幸ちゃんフアンの集い-ダニーボーイにうっとり
6. 新しい役に体当たり
7. いつでも夢を（歌詞と紹介記事、写真） TBSマネージャー三浦清
8. 「若いやつ」「白い制服」（歌詞と紹介記事） 同上
9. 「泥だらけの純情」「伊豆の踊子」（歌詞と紹介記事、写真） 同上
10. 「若い東京の屋根の下」（歌詞と紹介記事、写真） 同上
11. 橋・吉永顔写真　奥付

付属ソノシート（片面盤が4枚付属）
1. シート1（いつでも夢を、若いやつ）
2. シート2（白い制服、泥だらけの純情）
3. シート3（伊豆の踊子、舞妓はん）
4. シート4（雪坊主、若い東京の屋根の下）

制作：日本ビクター株式会社　発行：ビクター出版株式会社（1963/12）